# كوستاس كرامنليس

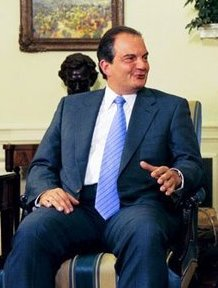
كوستاس كرامنليس (2004).

كوستاس ألكساندرو كرامنليس (باليونانية:Κωνσταντίνος Αλεξάνδρου Καραμανλής) (مواليد 14 سبتمبر 1956) أصبح رئيسا لوزراء اليونان في 10 مارس 2004 بعد فوز حزبه في الانتخابات العامة التي جرت في 7 مارس 2004. وهو زعيم الحزب اليميني المحافظ «نيو ديموكراتية» أو الديمقراطية الجديدة الذي أسسه عمه رئيس الوزراء اليوناني الراحل قسطنطين كرامنليس (1907-1998). فاز كوستاس بدورة جديدة من الانتخابات البرلمانية التي تمت في 16 سبتمبر 2007. خلفه برئاسة الوزراء جورج باباندريو وذلك في 6 أكتوبر 2009.